# Just Dance (serijal)
Just Dance (dosl. „samo igraj”) serija je ritmičkih video-igara, koju je razvila i objavila kompanija Ubisoft. Ime serije igara nosi naziv Lejdi Gagine istoimene pesme, koja se pojavljuje u petoj igri. Prva igra je objavljena 2009. u Severnoj Americi, Evropi i Australiji.

## Igre

### Glavne serije

#### 
Prva igra u Just Dance seriji je objavljena 17. novembra 2009.
Just Dance 2 je objavljen u oktobru 2010. Ova igra sadrži 44 pesme, i bio je prva i jedina igra do danas koja podržava 8 igrača. Takođe podržava skinuti materijal. Sadrži preko 40 pesama od Keše, Pusiket dols, Avril Lavinj, Mike, Rijane i drugih.
Objavljen je 7. oktobra 2011. Ova instalacija je objavljena na Ubisoft E3 Konferenciji 6. juna 2011, prva instalacija je bila objavljena na  ( sa Kinekt podrškom) i na  (sa Playstation Move podrškom). Uključuju preko 40 pesama, uz Džesi Džej, Kejti Peri, Gven Stefani, A-ha,  i mnoge druge.
Objavljen je 9. oktobra 2012. Četvta instalacija u Just Dance seriji je bila najavljena na Ubisoft E3 Konferenciji 4. juna 2012, i bila je prva instalacija koja je objavljena na Wii U. Uključuje preko 40 pesama, uz Karli Rej Džepsen, Pink, The B-52's, Rijanu, Maroon 5 i mnoge druge.

#### 2014
Objavljen je 8. oktobra 2013. Trejler za igru je otkriven na Ubisoft E3 Konferenciji 10. juna 2013. Bio je prva Just Dance igra koja je objavljena za Xbox One i PlayStation 4. Uključuje preko 40 pesama uz Niki Minaž, Saja, One Direction, Arijanu Grande, Riki Martina i mnoge druge.

#### 2015
Obajvljen je 21. oktobra 2014. Trejler za igru je otkriven na Ubisoft E3 Konferenciji 9. jula 2014. Uključuje preko 40 pesama uz Farela Vilijamsa, Džona Njumena, Kejti Peri, Igi Azeliju, Maroon 5 i mnoge druge.

#### 2016
Objavljen je  20. oktobra 2015. Igra je najavljena na Ubisoft E3 Konferenciji 15. juna 2015. Uključuje preko 40 pesama uz Kalvina Harisa, Davida Getu, Megan Trejnor, Marka Ronsona, Šakiru, Keli Klarkson, Demi Lovato i mnoge druge.

#### 2017
Objavljen je 25. oktobar 2016. Igra je objavljena na Ubisofr E3 Konferenciji 13. juna 2016. Uključuje preko 40 pesama uz Siu, Saja, Džastin Bibera, Major Lazera, Fifth Harmony, , Bijonse i mnoge druge.

### Japanske ekskluzive

#### 
Japanska verzija Just Dance objavljena je i uređena od strane Nintenda ali razvijena od strane Ubisoft Paris, uključuje 16 J-Pop pesama i 12 pesama iz prethodnih Just Dance igara. Just Dance Wii uključuje hitove od Eksile, Kare i AKB48. Prema Media Create, od 11. marta 2012. igra je prodata u 560,301 kopije u Japanu.
Druga japanska Just Dance igra objavljena i uređena od strane Nintenda, ali razvijena od strane Ubisoft Paris. Objavljena je 26. jula 2012. samo za Wii.
Treća japanska Just Dance igra. Bila je otkrivena na 14. februar 2014, na Japanese Nintendo Direct i objavljena je 3. aprila 2014. Uključuje pesme od SKE48, AKB48, Big Banga, Kyary Pamyu Pamyu, Momiro Clover Z, kao i ostale pesme sa Just Dance 4 i Just Dance 2014.

#### Specijalna Verzija
Ko-producirana od strane Level-5, uz pesme i likove iz Yo-Kai Watch video igre i anime franšize.

### serija

#### 
Objavljen u novembru 2010, napravljen sa naglaskom na popularne dečije pesme. Uključuje 40 pesama od raličitih umetnika, uključujući Džastin Bibera, Selenu Gomez i The Scene i Demi Lovato.
Druga instalacija u dečijem izdanju. Sadrži više od 40 pesama od različitih klasičnih dečijih pesama, pesme iz filmova Šrek 2, Gnomeo i Julija i Grozan ja, i trenutne pop hitove, uključujući Selenu Gomez i The Scene, Ešli Tisdejl i Bruno Marsa.

#### 2014
Treća instalacija u dečijem izdanju. Sadrži preko 30 pesama koje uključuju i originalne verzije pesama od izvođača kao što su Demi Lovato, One Direction i Bridžit Mendler. Igra takođe uključuje pesme iz TV serija i filmova kao što su Victoriuos, Yo Gabba Gabba! i The Wiggles.

### 

#### Žurka
Žurka je prva Dizni Just Dance igra u Disney seriji. Objavljena je 23. oktobra 2012. u Severnoj Americi i Evropi. Uključuje pesme iz klasičnih Dizni filmova i trenutne pop pesme sa Dizni kanala.

#### Žurka 2
Objavljena je 20. oktobra 2015, Just Dance: Disney Žurka 2 uključuje različite hit pesme, sa više od 20 pesama sa Dizni Kanala, Tv serija i originalnih filmova, kao što su , Teen Beach Movie, Ostin i Ali, Girl Meets World, K.C. Undercover i Liv i Medi.

### serije

#### 
Još jedan spinof  serije, uključuje 26 pesama i celih koreografija Majkla Džeksona. Objavljena je 23. novembra 2010.
Još jedan spinof  serije, igra uključuje prekko 20 pesama od The Black Eyed Peas i objavljena je 8. novembra 2011. (SAD).
Treća Experience igra od Ubisofta. Uključuje top hitove od izvođača kao što su Flo Rida, B.o.B, Rijana i mnogi drugi.

### Ostali spinofi

#### 
Spinof, sadrži izbor od 20 pesama sa Brodvejskih mjuzikala. Neke uključene pesme su: I Just Can't Wait to Be Kind iz Kralja lavova, Bend and Snap iz Pravna plavuša, Fame iz Fame i Time Warp iz The Rocky Horror Picture Show.
Još jedan spinof Just Dance serije. Igra omogućava igračima da igraju uz Velikog Štrumfa, Trapu, Kefala, Grubera, Štrumfetu i Gargamela.
Još jedan spinof  serije, uključuje 26 ABBA pesama. Objavljen je 15. novembra 2011 u Severnoj Americi i 25. novembra 2011. u Evropi.

### Specijali

#### 
( takođe u Evropi poznat kao Just Dance 2: Extra Songs)uključuje većinu skinutog sadržaja za Just Dance 2 i dve ekskluzivne pesme:Jai Ho! (You Are My Destiny)od A.R. Rahmana i Pusiket dols uz Nikol Šerzinger i Funkytown od Lipps Inc.
Just Dance: Best of (takođe u Severnoj Americi poznat kao Just Dance: Greatest Hits) je objavljen u Evropi i Australiji u martu 2012. Uključuje Ubisoftove omiljene pesme iz prethodnih naslova: Just Dance, Just Dance 2, Just Dance: Summer party i Just Dance 3, Uključuje dve ekskluzivne pesme: Airplanes od B.o.B i Hajli Vilijams i Only Girls (In the World) od Rijane.
Just Dance Now je aplikacija koja omogućava igračima da igraju Just Dance bilo gde nakon sinhronizacije uređaja sa veb sajtom www.justdancenow.com na TV ekranu ili na računaru. Nije potrebna konzola da bi se uralo i uređaj kojim se sinhronizuje se koristi kao kontroler, slično kao i .
Just Dance Unlimited je servis na osnovi pretplate na Just Dance 2016 i Just Dance 2017, koji zamenjuju sadržaj koji se skida. Sadrži preko 150 Just Dance hitova, uz nove ekskluzivne pesme uključujući Chearleader (Felix Jaehn Remix) od Omija,Better When I'm Dancing od Megan Trejnor, Shut Up and Dance od Walk the Moon i mnoge druge.